# Benedikt Schmid
Benedikt Schmid (* 19. November 1990 in Waldkirchen) ist ein ehemaliger deutscher Fußballspieler.

## Karriere
Benedikt Schmid stammt aus der Jugend des TSV Waldkirchen. Bereits als 16-Jähriger spielte er dort in der ersten Mannschaft in der Bezirksoberliga und machte mit 16 Saisontoren auf sich aufmerksam. Daraufhin wechselte er in die A-Jugend des SSV Jahn Regensburg. Mit acht Toren in 26 Spielen in der A-Junioren-Bundesliga gelang ihm auch eine ordentliche Saison. Danach spielte Schmid für ein Jahr in der Bayernliga beim 1. FC Bad Kötzting, in der er aber mit Verletzung und fehlender Fitness zu kämpfen hatte und den Abstieg des Vereins nicht mehr verhindern konnte. Schmid absolvierte seinen Zivildienst in Regensburg, kehrte 2010 zu Jahn Regensburg zurück und schloss sich der zweiten Mannschaft des Vereins in der Landesliga an. Im ersten Jahr erzielte er zwölf Tore in 19 Spielen, er verpasste mit dem Team nur um einen Punkt die Meisterschaft und danach auch den Aufstieg im Relegationsspiel.
Nachdem er im Jahr darauf in den ersten vier Landesliga-Spielen sechs Tore geschossen hatte, wurde er am 17. August 2011 erstmals in der Profimannschaft der Regensburger in der 3. Liga eingesetzt und gab dort sein Profidebüt. Kurz danach zwang ihn aber ein Innenbandanriss zu einer Pause und es dauerte bis zum 17. Spieltag, bis weitere Kurzeinsätze folgten. Viermal spielte er in der Saison für die erste Mannschaft, die am Ende in zwei Relegationsspielen den Aufstieg in die 2. Bundesliga schaffte. Nach dem sofortigen Wiederabstieg kam Schmid in der anschließenden Saison 2013/14 regelmäßig in der 3. Liga zum Einsatz und erzielte in 21 Spielen auch seine ersten beiden Tore im Profifußball. Anschließend wurde sein Vertrag um zwei weitere Jahre verlängert. In der anschließenden Saison 2014/15 kam er jedoch nur noch zu acht Einsätzen bei dem Drittligisten, in denen ihm ein Tor gelang.
Im Sommer 2015 wechselte Schmid in die Bayernliga zur DJK Vilzing. In der Saison 2017/18 war er noch in der Landesliga beim FC Tegernheim aktiv.

## Erfolge
- Aufstieg in die 2. Bundesliga: 2012 mit Jahn Regensburg